# Ангстрем-ИП
ООО «Завод промышленной электроники и спецтехники «Ангстрем» (ООО «Завод Ангстрем», ранее ЗАО Ангстрем Источники Питания) — научно-производственное предприятие, специализирующееся на разработке и производстве радиоэлектронной аппаратуры для поиска мест повреждений подземных электрических кабелей и трассировки коммуникаций, расположенное в Ярославле.

## История
До 1995 г. ЗАО «Ангстрем-ИП» занималось разработкой специализированной электронной аппаратуры под конкретных заказчиков. В основном это были источники вторичного питания и электронные преобразователи.
В 1995 — 1997 годах произошел постепенный переход к специализации по разработке и производству функциональных узлов аппаратуры по поиску трасс подземных коммуникаций и мест повреждений силовых электрических кабелей. Энергослужбы различных предприятий испытывали в то время насущную потребность в поисковой технике. В этот период была основана и производственная база, включающая механический участок, изготовление печатных плат, сборку узлов изделий, регулировку и испытания выпускаемой продукции. Численность коллектива сотрудников достигла 50 человек, основу которого составляли специалисты нескольких головных НИИ микроэлектроники РФ.
В 2000-х годах инжиниринговым центром были пущены в эксплуатацию более 20 разработок для поиска мест повреждений подземных электрических кабелей.
В 2012 году запущена разработка генератора акустических ударных волн нового поколения для поиска мест повреждения.
В 2014 году запущена разработка универсально поискового приемника ПП- 500К совмещающего несколько методов поиска повреждений.
В 2015 году началось строительство нового производственного центра в черте города Ярославль на улице Тормозное шоссе. Завершение строительства и объединение заводов в единый производственный холдинг произойдет в третьем квартале 2016 года. На данный момент в компании работают более 70  специалистов.

## Производство

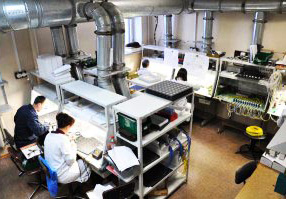
Производство «Ангстрем-ИП»

Компания «Ангстрем-ИП» располагает двумя производственными площадями. Главный завод профессионального поискового оборудования расположен в черте города Ярославля. В промышленном районе на улице Вспольинское Поле. Площадь заводских помещений составляет 800 м². Общая площадь складских помещений 1450 м². В 2015 году началось строительство второго завода «Ангстрем-ИП» на улице Тормозное шоссе 1. Общая площадь промышленных помещений составляет 1250 м². Площадь складских помещений — 2500 м². Плановое расширение производства и создание новой производственной площадки назначено на третий квартал 2016 года.

### Продукция

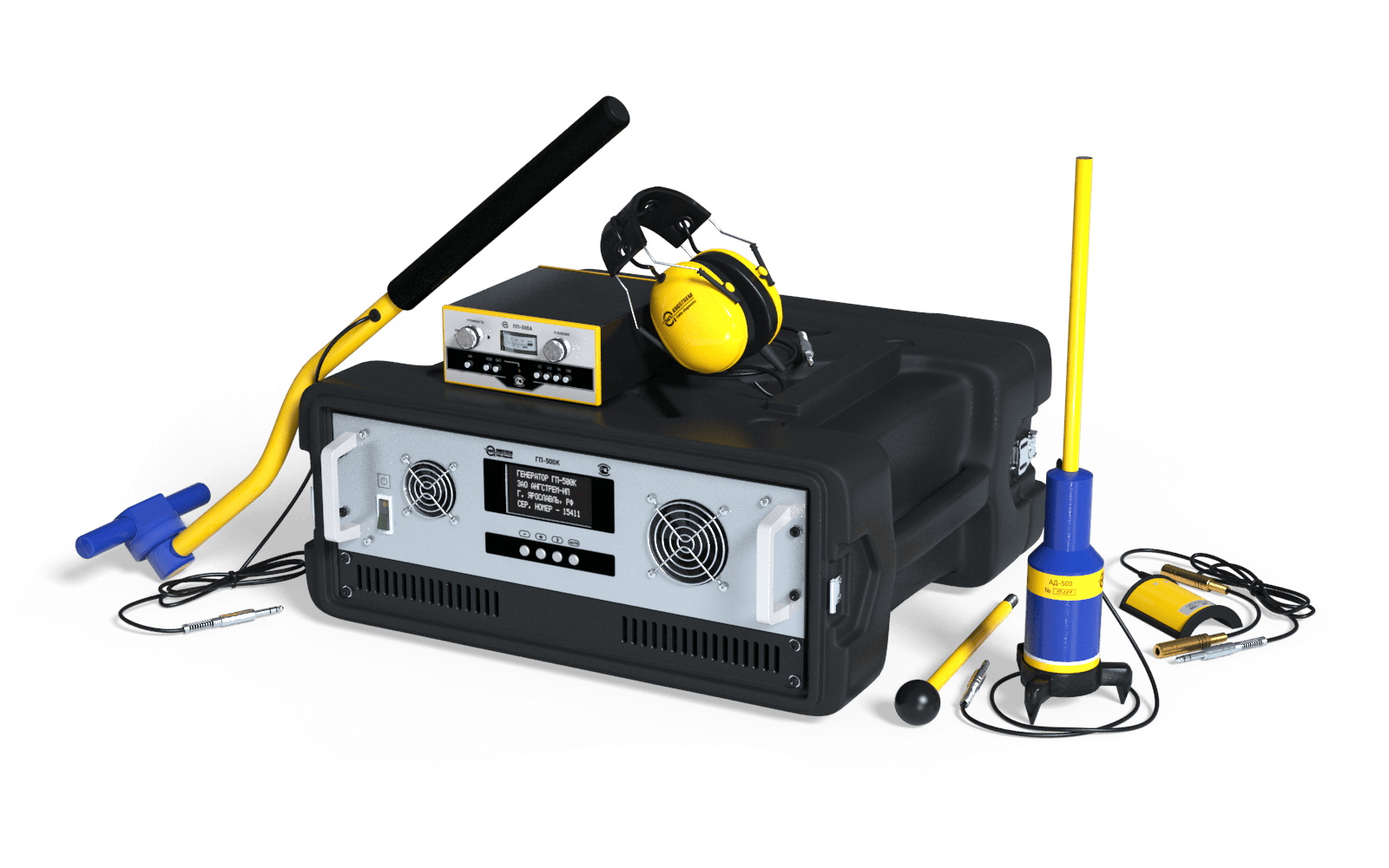
Поисковой комплект КП 500К

Компания выпускает поисковую аппаратуру — трассопоисковые приёмники с микропроцессорным управлением для поиска трасс подземных коммуникаций (силовые кабели, трубопроводы и т. п.), а также аппаратуру для поиска мест повреждения кабелей акустическим методом. Основной продукцией предприятия являются поисковые комплекты типа КП-100К, КП-250К, КП-500К.

## Награды и достижения
Компания является лауреатом ряда российских и международных конкурсов:
- Победитель Всероссийского конкурса «1000 лучших предприятий и организаций России» (2005)[6]
- Награждено Золотыми Знаками «Всероссийская марка (III тысячелетие). Знак качества XXI века» (2007)[7][8]
- Лауреат Всероссийского конкурса «Лучшая продукция предприятий малого и среднего бизнеса»[9]
- Свидетельство «Предприятия, зарегистрированного Европейской Организацией Качества» (2007)[10]
- Дипломант Совета по присуждению премий Правительства Российской Федерации в области качества за 2008[11]
- Сертификат соответствия критериям международной награды  "GLOBAL WORLD ECONOMIC AWARD"[12]
- Лауреат конкурса «За лучшую работу в области качества» Правительства Ярославской области (2009)[13]

## Реализация продукции
В России продукция ЗАО «Ангстрем-ИП» реализуется через департамент продаж и дилерскую сеть. Контракты на поставку оборудования также заключаются в следующих отраслях:
- энергетика: ПАО «Россети»[14], ОАО «Сетевая компания»[15], АО «Объединенная энергетическая компания»[16], ОАО «ЕвроСибЭнерго»[17], ОАО «Иркутскэнерго»[18], «Дальневосточная распределительная сетевая компания»[19].
- строительство: Группа компаний СУ-155[20], МОРТОН[21], ООО «Стройгазмонтаж»[22], Группы Компаний «ПИК»[23], «Федеральное агентство специального строительства»[24].
- транспорт: Российские железные дороги,[25]"Яргорэлектротранс"[26], Московский метрополитен[27], Екатеринбургский Метрополитен[28].
- аэропорты: Международный аэропорт «Внуково»[29], «Аэропорт Сочи»[30], «Аэропорт Якутск»[31], «Аэропорт Южно-Сахалинск».[32]
- металлургия: «ЕВРАЗ»[33], «Уральская Горно-металлургическая Компания»[34], "ГМК «Норильский никель».
- нефтегазодобывающая промышленность: «Северсталь»[35], ООО «Газпром энерго»[36], ООО «ЛУКОЙЛ-Экоэнерго»[37], ПАО АНК «Башнефть»[38], ПАО «СИБУР Холдинг».[39]
- судостроение: завод «Северная Верфь»[40], «ЭРА»,[41] «Зеленодольский завод им. Горького»[42], ОАО «Морской завод Алмаз»[43], АО "Центр судоремонта «Звездочка»,[44]
- ВПК: АО "Научно-производственная корпорация «Уралвагонзавод»[45], ОАО «Оборонэнерго»[46], ОАО «АПРЗ».

## Партнёры
В рамках проекта «Российский до деталей», «Ангстрем-ИП» сотрудничает с другой ярославской компанией, "ПСМ", с целью разработки первого дизель-генератора, полностью разработанного и произведённого в России, в том числе собранного исключительно из российских комплектующих..